# Glück Jenő (játékvezető)
Glück Jenő (Budapest,  20. század–20. század ) magyar nemzeti labdarúgó-játékvezető.

## Pályafutása
Játékvezetésből Budapesten a  Magyar Futballbírák Testülete (BT) bizottsága előtt vizsgázott. A Budapesti Labdarúgó Alszövetség (BLASz) által üzemeltetett labdarúgó bajnokságokban kezdte sportszolgálatát. A Magyar Labdarúgó-szövetség (MLSZ) a BT minősítésével NB II-es, majd  1932-től NB I-es III. fokú játékvezető. Küldési gyakorlat szerint rendszeres partbírói szolgálatot is végzett. A nemzeti játékvezetéstől 1932-ben visszavonult. NB I-es mérkőzéseinek száma: 3.
| Időpont            | Helyszín                     | Mérkőzés típusa          | Mérkőzés            | Eredmény | Nézők száma |
| ------------------ | ---------------------------- | ------------------------ | ------------------- | -------- | ----------- |
| 1932. május 22.    | Diószegi úti pálya, Debrecen | első NB I-es mérkőzése   | Bocskai FC–Vasas SC | 3 – 2    | 1500        |
| 1932. december 11. | BSZKRT pálya, Budapest       | utolsó NB I-es mérkőzése | Budai 11–Szegedi AK | 4 – 1    | 1000        |

A Játékvezetői Tanács szakmai munkájának elismeréseként 15 éves sportszolgálatáért ezüstoklevéllel, egy szezonbeli munkájáért kis-plakettel jutalmazta. A Magyar Testnevelési és Sporthivatal (MTSH) elnöke 1958-ban azoknak a játékvezetőknek, akik 30 és ennél több éve szolgálták játékvezetőként a labdarúgást, a Testnevelés és Sport érdemes dolgozója jelvényt adományozta. A Játékvezető Testület (JT) díszveretét Tabák Endre főtitkár nyújtotta át a kitüntetettnek.